# Giuseppe Noberasco
Giuseppe Gustavo Noberasco, nome di battaglia "Gustavo" (Savona, 19 luglio 1920 – Savona, 15 febbraio 2011), è stato un partigiano e politico italiano.

## Biografia
Nato da madre casalinga e padre architetto, frequentò la prima elementare in via Ambrogio Aonzo, completò le elementari e la licenza ginnasiale presso i Padri Scolopi a Savona. Si diplomò al Liceo Classico Chiabrera nel 1939. Si iscrive alla Facoltà di Giurisprudenza di Torino e successivamente a quella di Genova. Nello stesso anno si iscrisse al PCI clandestino.
Nel 1942 venne chiamato alle armi dal decreto di Mussolini che considerava volontari tutti gli universitari aventi diritto al rinvio di leva. Inviato alla Scuola Allievi Ufﬁciali di Fano, alla visita di controllo fu dichiarato non idoneo alle fatiche di guerra ed inviato al Comando del 90º Reggimento Fanteria di stanza a Savona. Trasferito a Genova Pontedecimo l'8 settembre al Comando di un Plotone della Territoriale. Per il riﬁuto alla resa fu catturato dai tedeschi ma fuggì con tutti i suoi soldati.
Nel febbraio 1944 a Savona, compare il giornale "La voce dei giovani" organo del locale nucleo del Fronte della gioventù, fondato e diretto da Giuseppe Noberasco, coadiuvato da Francesco Vigliecca e Stefano Peluffo.
Partigiano, con il soprannome di Gustavo, operò sia a Savona che a Genova, dove fu comandante delle SAP e fu tra gli organizzatori della insurrezione di Genova del 24 aprile 1945.
Con il cospirativo “Gustavo”, fondò con Peluffo, Vigliecca e Mariuccia Fava il Fronte della Gioventù Savonese. Scoperto dalla milizia fascista riparò a Genova dove riorganizzò il decimato Fronte della Gioventù Genovese. Conobbe Anna Pirc che diverrà sua moglie.
Nell'estate del 44' entrò nelle SAP Genovesi divenendone Comandante Militare e come tale partecipò all'insurrezione del 25 aprile 1945. Dopo la Liberazione fu inviato dal Partito alla Redazione de l'Unità di Genova in qualità di Amministratore.
Aderì al Partito Comunista nella clandestinità, fu poi vice sindaco di Savona, 1970, e deputato del PCI per due legislature:1972 e 1976. È stato segretario delle federazioni del PCI di Savona e, dal 1954 al 1960, di Genova. È stato tra i fondatori del PD in Liguria. Nel 1945 sposò Anna Pirc con la quale ebbe due figli, Vladimiro e Carlo.
Il 12 novembre 2011, in Albissola Marina, si tenne la cerimonia di intitolazione della locale Sezione dell'Associazione Nazionale Partigiani d'Italia alla figura dell'On. Giuseppe Noberasco, decorato di Medaglia d'Argento al Valor militare per i meriti conseguiti nella lotta di Liberazione e già Presidente della stessa Sezione.

## Pubblicazioni
Elenco delle sue pubblicazioni sulla rivista "Politica ed economia"(rivista mensile della Fondazione Cespe. - Roma):
- Noberasco, Giuseppe , Credito, capitalismo di stato e Regioni per lo sviluppo delle 'imprese' minori - Politica ed economia [1970]
- Noberasco, Giuseppe, "Credito, capitalismo di stato e Regioni per lo sviluppo delle 'imprese' minori", Politica ed economia [1970], (6), 1961, pp. 239
- Noberasco, Giuseppe, Manca un'autonoma programmazione nell'intervento delle Partecipazioni statali - Politica ed economia [1970]
- Noberasco, Giuseppe, "Manca un'autonoma programmazione nell'intervento delle Partecipazioni statali", Politica ed economia [1970], (4), 1961, pp. 137
- Noberasco, Giuseppe, Precise scelte di politica economica nel piano decennale delle autostrade - Politica ed economia [1970]
- Noberasco, Giuseppe, "Precise scelte di politica economica nel piano decennale delle autostrade", Politica ed economia [1970], (2/3), 1961, pp. 82
- Noberasco, Giuseppe, Il piano del governo per i fiumi non risolve i problemi della sistemazione idrogeologica - Politica ed economia [1970]
- Noberasco, Giuseppe, "Il piano del governo per i fiumi non risolve i problemi della sistemazione idrogeologica", Politica ed economia [1970], (2/3), 1961, pp. 89
- Noberasco, Giuseppe, I problemi della difesa del suolo e dell'utilizzazione delle acque - Politica ed economia [1970]
- Noberasco, Giuseppe, "I problemi della difesa del suolo e dell'utilizzazione delle acque", Politica ed economia [1970], (12), 1961, pp. 489
- Noberasco, Giuseppe, La politica delle Partecipazioni statali subordinata alle scelte dei monopoli - Politica ed economia [1970]
- Noberasco, Giuseppe, "La politica delle Partecipazioni statali subordinata alle scelte dei monopoli", Politica ed economia [1970], (10), 1961, pp. 395
- Noberasco, Giuseppe, Orientamenti delle partecipazioni statali in un articolo del ministro Bo - Politica ed economia [1970]
- Noberasco, Giuseppe, "Orientamenti delle partecipazioni statali in un articolo del ministro Bo", Politica ed economia [1970], (8/9), 1960, pp. 351

Altre:
- Osservazioni sullo sviluppo dell'industria siderurgica in Italia - comunicazione al convegno dell'Istituto Gramsci "Tendenze del capitalismo italiano", Roma 23-25 marzo 1962 / Franco Coppa, Giuseppe Noberasco (Luogo di pubblicazione non indicato - s. n., 1962) Saggio Monografico[8]